# 궈톄

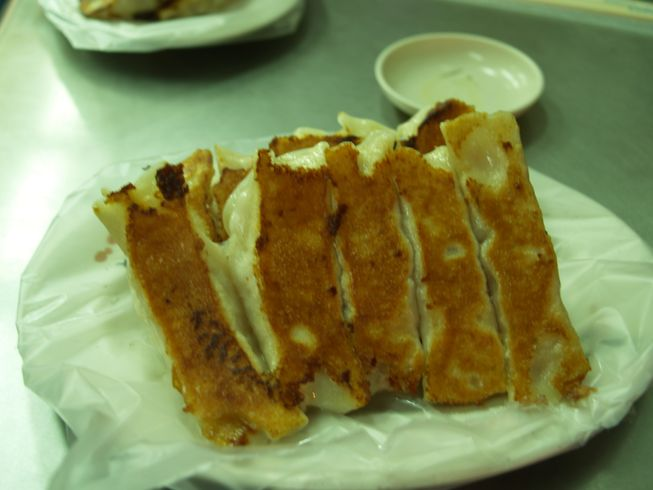
궈톄

궈톄(중국어 정체자: 鍋貼, 간체자: 锅贴, 병음: guōtiē)는 중국에서 구운 자오쯔(교자)를 말한다. 통상적인 만들기 방법은, 생자오쯔를 냄비 평지에 배열해서 놓는다. 냄비 바닥에 기름을 약간 넣어 바닥에 눌러 붇지 않게 하고, 불 위에 놓고 물을 붓는다. 식초 약간을 넣고 뚜껑을 덮고 익힌다. 궈톄의 형태는 각 지역마다 다르고, 일반적으로 자오쯔(교자)의 형태이다. 단 톈진의 궈톄는 길쭉한 모양으로 구운 것과 비슷하다.
일본에서는 소위 궈톄를 "교자"로 지칭한다. 전부터 시나 만주(支那饅頭)라고 불렀고, 보통 일본 라멘과 함께 먹는다. 일본의 교자 공장은 교자를 끓는 증기로 익혀서 판매하고, 일본인은 산 교자를 냄비 안에 넣고 지진다.

## 같이 보기
- 만터우
- 자오쯔
- 훈툰
- 사오마이